# خورخي جبريل فاسكيز
خورخي جبريل فاسكيز (بالإسبانية: Jorge Gabriel Vázquez)‏ هو لاعب كرة قدم أرجنتيني، ولد في 22 نوفمبر 1969 في بوينس آيرس في الأرجنتين. لعب مع أتلتيكو أتلانتا وريفر بليت وفيليز سارسفيلد ونادي أونيفرسيداد كاتوليكا.